# Димитър Станков (революционер)
Димитър Яначков Станков е български революционер, деец на Вътрешната македоно-одринска революционна организация.

## Биография
Димитър Станков е роден на 24 юни 1886 година в град Кюстендил, Княжество България. Самообразова се и работи като общ работник. Присъединява се към ВМОРО и влиза в четата на Тодор Оровчанов. През Балканските войни е отново в неговата партизанска чета, след това в Дванадесета лозенградска дружина на МОО, с която се сражава в Тракия. Награден е с орден „За храброст“, VI и III степен. В Първата световна война служи в 13-и Рилски пехотен полк. След като се уволнява от служба, продължава да живее в Кюстендил, където след септември 1944 година става член на ОФ.